# Hrabstwo Cumberland (New Jersey)
Cumberland – hrabstwo w stanie New Jersey w USA. Populacja liczy 146 438 mieszkańców (stan według spisu z 2000 roku).
Powierzchnia hrabstwa to 1267 km². Gęstość zaludnienia wynosi 116 osób/km².

## Miasta
- Bridgeton
- Millville
- Vineland

## CDP
- Cedarville
- Fairton
- Laurel Lake
- Port Norris
- Rosenhayn
- Seabrook Farms